# Zona internazionale di Tangeri
La Zona internazionale di Tangeri (in arabo منطقة طنجة الدولية‎?; in francese Zone Internationale de Tanger; in spagnolo Zona Internacional de Tánger; in inglese Tangier International Zone) venne stabilita col Protocollo di Tangeri nel 1923.

## Storia
Nel 1912, con la soluzione della seconda crisi marocchina, fu stabilito che Tangeri fosse sottoposta a regime internazionale.
L'effettiva applicazione della Zona internazionale di Tangeri iniziò peraltro solo nel 1923 (Protocollo di Tangeri), e durò fino all'indipendenza del Marocco nel 1956.

Esso comportava per Tangeri la neutralità politica e militare, la totale libertà di impresa e l'amministrazione internazionale sotto il governo di una commissione internazionale composta da Francia, Regno Unito e Spagna, cui si aggiunsero tra il 1928 e il 1929 anche l'Italia, il Portogallo il Belgio, i Paesi Bassi, la Svezia e gli Stati Uniti.
Il 4 novembre 1940, dopo aver attraversato lo stretto di Gibilterra, braccati da due cacciatorpediniere britanniche, trovarono rifugio nel porto di Tangeri i due sommergibili italiani Michele Bianchi e Benedetto Brin. Già territorio internazionale, tre mesi prima Tangeri era stata occupata dall'esercito spagnolo. Tornò allo status di città internazionale nell'ottobre 1945.
In tutto questo periodo l'economia crebbe vertiginosamente e Tangeri contava nel 1950 migliaia di società anonime e 85 banche, impegnate nel commercio e negli affari finanziari, mentre la popolazione si quadruplicava e gli europei (specialmente spagnoli) diventavano circa 31.000, a fronte di 40.000 musulmani e 15.000 ebrei.
Nel 1951, la comunità ebraica contava 10.000 unità.